# Застава Бермуда
Застава Бермуда је усвојена 4. октобра 1910.
Састоји се од заставе Уједињеног Краљевства у горњем левом углу и грба Бермудског архипелага.
Застава је необична за британску колонију, будући да је позадина црвене боје, а не плаве као што је уобичајено.